# Золоті гори Алтаю
Золоті гори Алтаю — назва, під якою в 1998 році ЮНЕСКО занесло до списку Світової спадщини три ділянки Алтайських гір на території Росії:
- Алтайський заповідник та буферна зона Телецького озера (965 854 га);
- Катунський заповідник та буферна зона гори Бєлуха (392 800 га);
- плоскогір'я Укок (252 904 га)[1].

Вибір цих територій пов'язаний з тим, що саме вони у своїй сукупності найповніше у Сибіру представляють чергування зон алтайської рослинності: степ, лісостеп, мішані ліси, субальпійський та альпійський пояси. 
Крім того, враховувалося значення цих районів для збереження популяцій таких рідкісних тварин, як ірбіс, сибірський гірський козел та алтайський аргалі.
У межах охоронної зони знаходяться деякі місця виявлення пазирицьких могильників.